# Hydra 70
Rocket Hydra-70 là một loại rocket có đường kính 2,75 inch (70 mm) loại Folding Fin Areal Rocket (FFAR) phát triển bởi Hải quân Hoa Kỳ cho việc sử dụng một vũ khí đơn giản tấn công trên không.

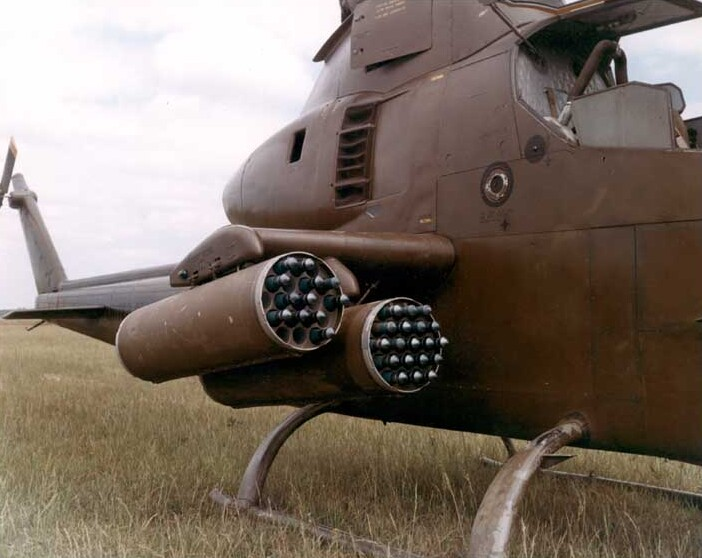
Rocket Hydra 70 trên trực thăng AH-1 Cobra

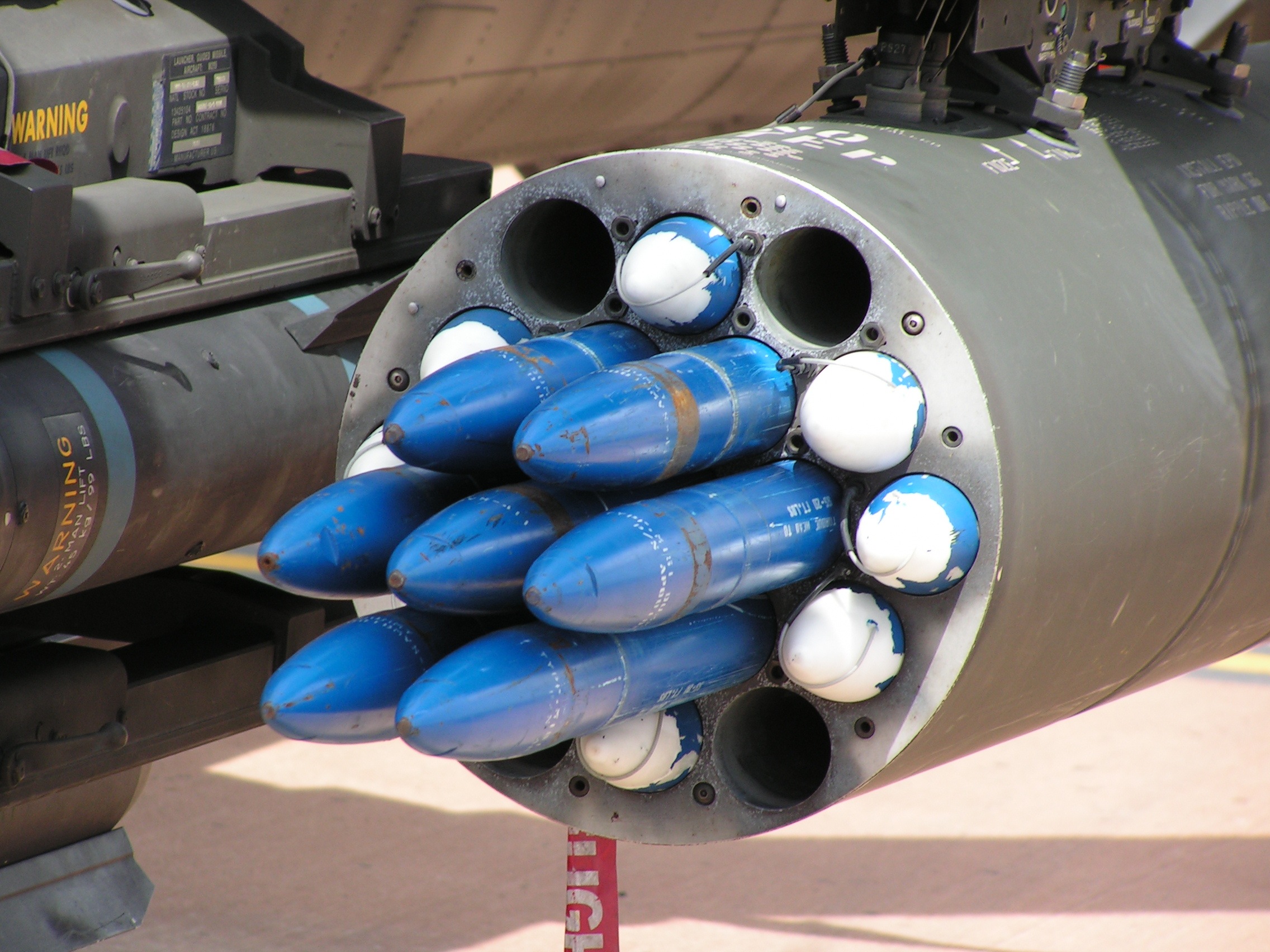
Hydra 70.

Các loại rocket Hydra-70 có cơ sở gần như liên quan đến mẫu bom Mk66 - một biến thể phát triển của bom 70 mm Mk40. Mk40 đã được sử dụng lần đầu tiên trong thời gian chiến tranh Triều Tiên và chiến tranh Việt Nam, bắt nguồn từ lịch sử lâu dài trong lực lượng yểm trợ mặt đất.